# Molophilus errinundra
Molophilus errinundra là một loài ruồi trong họ Limoniidae. Chúng phân bố ở miền Australasia.